# Anatololacerta oertzeni
Anatololacerta oertzeni е вид влечуго от семейство Гущерови (Lacertidae). Видът е незастрашен от изчезване.

## Разпространение
Разпространен е в Гърция и Турция.